# 6499 Michiko
6499 Michiko eller 1992 UV6 är en asteroid i huvudbältet som upptäcktes den 27 oktober 1992 av de båda japanska astronomerna Masanori Hirasawa och Shohei Suzuki vid Nyukasa-observatoriet. Den är uppkallad efter Michiko Hirasawa, föreståndare för Nyukasa-observatoriet och fru till Masanori Hirasawa.
Asteroiden har en diameter på ungefär 9 kilometer och den tillhör asteroidgruppen Gefion.